# Parapoynx plumbefusalis
Parapoynx plumbefusalis là một loài bướm đêm trong họ Crambidae.